# Sveta Gera
La Sveta Gera (slovène : Trdinov vrh, allemand : St. Geraberg, Gorianc, Sichelberg) est le point culminant du massif montagneux du Žumberak. Son sommet est situé en Croatie à proximité de la frontière avec la Slovénie et il culmine à 1 193 mètres. En Slovénie, la montagne était également nommée Sveta Jera mais la montagne fut rebaptisée en 1923 d'après l'écrivain slovène Janez Trdina.